# Hyles stroehlei
Hyles stroehlei is een vlinder uit de familie van de pijlstaarten (Sphingidae). De wetenschappelijke naam van de soort werd in 1998 gepubliceerd door Ulf Eitschberger, Danner & Surholt.